# Penance
Nezaměňovat s britskou groove metalovou kapelou Penance.
Penance (v českém překladu z angličtiny pokání) je americká doom metalová kapela založená roku 1989 ve městě Pittsburgh v Pensylvánii. Jejich nahrávka se dostala k členům kapely Cathedral, kterým se zalíbila. Nabídli bubeníkovi Miku Smailovi, jedinému stálému členu Penance, aby s nimi nahrál první desku Cathedral nazvanou Forest of Equilibrium (1991). Mike přijal. Smail nenechal Penance rozpadnout a v roce 1992 skupina vydala své první studiové album The Road Less Travelled u Rise Above Records (vydavatelství Lee Dorriana z Cathedral). Druhá dlouhohrající deska Parallel Corners již vyšla v roce 1994 u Century Media Records.

## Diskografie

### Dema
- Living Truth (1990)
- Bridges to Burn (1998)

### Studiová alba
- The Road Less Travelled (1992)
- Parallel Corners (1994)[3]
- Proving Ground (1999)
- Alpha & Omega (2001)
- Spiritualnatural (2003)
- The Road Revisited (2005)